# Labeobarbus microbarbis
Labeobarbus microbarbis (Syn.: Barbus microbarbis) ist eine ausgestorbene Süßwasserfischart aus der Familie der Karpfenfische. Sie war im Lake Luhondo in Ruanda endemisch.

## Merkmale
Labeobarbus microbarbis ist nur vom Holotypus bekannt. Das Exemplar hat eine Standardlänge von 216 mm. Die Körperhöhe beträgt 31 mm, die Kopflänge 23,6 mm, die Länge der Brustflosse 19,9 mm, die Länge des Schwanzstiels 15,7 mm, die Höhe des Schwanzstiels 11,1 mm,  die Schnauzenlänge 3,3 mm, die Maulbreite 7,4 mm, der Augendurchmesser 5,5 mm und der Interorbitalabstand (Abstand zwischen den Augen) 9,2 mm.
Das Maul ist unterständig. Der gekrümmte Unterkiefer hat keinen hornigen Rand. Die hinteren und vorderen Barteln sind sehr kurz. Im inneren Rachenraum befindet sich eine Reihe aus fünf Zähnen. Die Kontur des Rachenknochens ist sanft gekrümmt. Auf dem unteren Ast des ersten Kiemenbogens befinden sich 15 Kiemenreusendornen. 
Die Schuppen am hinteren Teil des Körpers haben parallele Striemen, an den Schultern sind sie strahlig gestreift. Auf dem Seitenlinienorgan befinden sich 32 Schuppenreihen, am Schwanzstiel befinde sich zwölf. Zwischen der dorsalen Mittellinie und der Seitenlinie sowie zwischen der Seitenlinie und der ventralen Mittellinie befinden sich 5 ½ Schuppenreihen. Zwischen der Seitenlinie und der Basis der Brustflosse befinden sich 2 ½ Schuppenreihen. Die Rückenflosse hat neun verzweigte und vier unverzweigte Strahlen. Der letzte Strahl ist mäßig verdickt und zu einem glatten Stachel verknöchert. Die Afterflosse hat drei unverzweigte und fünf verzweigte Strahlen. 
Die Oberseite des Körpers ist dunkelgrau, die Unterseite heller grau. Die Schuppen haben eine schwarze Umrandung.

## Status
Labeobarbus microbarbis wurde 2006 von der IUCN für ausgestorben erklärt. Die Art hatte ein sehr eingeschränktes Verbreitungsgebiet von weniger als 20 km². Der Rückgang von Labeobarbus microbarbis begann zwischen 1935 und 1938, als Haplochromis-Arten und junge Buntbarsche der Gattung Tilapia in den Lake Luhondo ausgesetzt wurden. Diese vermehrten sich so stark, dass sie bis 1952 die größeren endemischen Karpfenfische, darunter Labeobarbus microbarbis verdrängt hatten. Daneben verendeten viele Exemplare als Beifang in der Fischfangindustrie.